# Avenida Garzón
La avenida General Eugenio Garzón es una de las principales avenidas del distrito de Jesús María, en la ciudad de Lima, capital del Perú. Se extiende de noreste a suroeste a lo largo de 20 cuadras, con sentido de circulación de suroeste a noreste. Está emplazada paralelamente a la vecina avenida Brasil.

## Recorrido
Se inicia en la avenida 28 de Julio, siguiendo el trazo del jirón Coronel Tafur en el Cercado de Lima.